# ガダーレフ州
ガダーレフ州（ガダーレフしゅう、Al Qadarif）は、スーダンの州。スーダン東部に位置し、北をカッサラ州、東をエリトリアとエチオピア、南をセンナール州、西をジャジーラ州、北西をハルツーム州と接する。面積75,263km²、人口2,208,400人（2018年推計）。州都はガダーレフ。他にドカなどの町がある。
2020年、隣接するエチオピア北部ティグレ州でエチオピア政府軍とティグレ人民解放戦線の紛争が始まると、難民がガダーレフ州や隣のカッサラ州に流入した。